# Zach Roerig
Zachary George „Zach” Roerig (Montpelier, Ohio, 1985. február 22. –) amerikai színész.
Elsősorban a Vámpírnaplók című televíziós sorozatból, Matt Donovan szerepében ismert.

## Gyermekkora
Roerig az Ohio állami Montpelierben született Andrea és Daniel Roerig gyermekeként. Van egy húga, Emily, aki 1989-ben született. A Montpelier Középiskolába járt, ahol amerikaifutballozott és birkózott. Gyerekként az apjának és a nagyapjának segített sírköveket készíteni.

## Pályafutása
Roerig 2005-ben az egyik főszereplőt alakította a Flutter Kick című rövidfilmben. 2005-től 2007-ig az As the World Turns című szappanoperában szerepelt mint Casey Hughes. Ebben az időszakban kisebb szerepeket kapott két tévéfilmben – a The Prince-ben és a Split Decisionben –, és egy-egy epizódban vendégszereplőként is megjelent a Reba, illetve a Guiding Light című tévésorozatokban. 2008-ban és 2009-ben szerepelt a Friday Night Lights – Tiszta szívvel foci című tévésorozatban.
2009-től a Vámpírnaplók című tévésorozatban Matt Donovan szerepét alakítja.

## Filmográfia

### Film
| Év   | Magyar cím                       | Eredeti cím                              | Szerep          | Magyar hang     |
| ---- | -------------------------------- | ---------------------------------------- | --------------- | --------------- |
| 2005 |                                  | Flutter Kick                             | Jason Matthews  |                 |
| 2007 |                                  | Tie a Yellow Ribbon                      | Tinédzser Joe   |                 |
| 2008 |                                  | Dear Me                                  | Adam            |                 |
| 2008 | Merénylet a suligóré ellen       | Assassination of a High School President | Matt Mullen     | Gacsal Ádám     |
| 2008 |                                  | Official Selection                       | Amerikai Katona |                 |
| 2014 | Parancs nélkül                   | Field of Lost Shoes                      | Jack Stanard    |                 |
| 2016 |                                  | 2BR02b                                   | Edward Wehling  |                 |
| 2017 | Körök                            | Rings                                    | Carter          |                 |
| 2017 | Egy különleges ember éve         | The Year of Spectacular Men              | Mikey           | Szatory Dávid   |
| 2018 |                                  | The Outer Wild                           | Laird           |                 |
| 2019 | Megkésett kitüntetés             | The Last Full Measure                    | fiatal Ray Mott |                 |
| 2021 | Karácsonyi ízek, ünnepi szerelem | A Christmas to Savour                    | James           | Dányi Krisztián |

### Televízió
| Év        | Magyar cím                                | Eredeti cím         | Szerep               | Megjegyzések                        |
| --------- | ----------------------------------------- | ------------------- | -------------------- | ----------------------------------- |
| 2004      | Esküdt ellenségek                         | Law & Order         | görkorcsolyás futár  | 1 epizód                            |
| 2005–2007 |                                           | As the World Turns  | Casey Hughes         | 274 epizód                          |
| 2006      |                                           | The Prince          | Taft                 | tévéfilm                            |
| 2006      |                                           | Reba                | férfi az esküvőn     | 1 epizód                            |
| 2006      |                                           | Split Decision      | Grady Love           | tévéfilm                            |
| 2007      | Vezérlő fény                              | Guiding Light       | Alex                 | 1 epizód                            |
| 2007      |                                           | One Life to Live    | Hunter Atwood        | 13 epizód                           |
| 2008–2009 | Friday Night Lights – Tiszta szívvel foci | Friday Night Lights | Cash                 | 6 epizód                            |
| 2009–2017 | Vámpírnaplók                              | The Vampire Diaries | Matt Donovan         | főszereplő magyar hangja Előd Álmos |
| 2016      | The Originals – A sötétség kora           | The Originals       | Matt Donovan         | 1 epizód                            |
| 2017      | The Gifted – Kiválasztottak               | The Gifted          | Pulse / Gus          | 2 epizód                            |
| 2018      | Legacies – A sötétség öröksége            | Legacies            | Matt Donovan         | 2 epizód                            |
| 2019      | Isten belájkolt                           | God Friended Me     | Aiden                | 1 epizód                            |
| 2019–2020 |                                           | Dare Me             | Will Mosley őrmester | főszereplő (10 epizód)              |
| 2022      |                                           | Step Up: High Water | ismeretlen szerep    | 7 epizód                            |